# 素肌の季節
「素肌の季節」（すはだのきせつ）は1998年7月23日に発売されたMISSIONのデビューシングル。

## 概要
- 夏をイメージするポップチェーンで、PVではメンバー全員が水色の服を着ている。この衣装は、発売直後の8月1日に放送された『ポップジャム』でも着ている。
- 振り付けは南流石が担当した。

## 収録曲
1. 素肌の季節
作詞:森浩美/作曲:星野靖彦/編曲:上野圭市
2. Come with me
3. 素肌の季節(オリジナル・カラオケ)
4. Come with me(オリジナル・カラオケ)

## 品番
- AVDD-20261

## その他
CD EXTRAが収録されている。